# Тухтасунов, Далерджон Гайратович
Далерджон Гайратович Тухтасунов (тадж. Далерҷон Тухтасунов; 27 августа 1986, Таджикская ССР, СССР) — таджикский футболист, выступающий за «Регар-ТадАЗ», защитник. Мастер спорта Республики Таджикистан.

## Карьера
В молодости играл за команду «Шодмон». С 2003 по 2004 и с 2008 по 2010 годы выступал за «Вахш». В 2005 году уехал в Белоруссию и присоединился к жодинскому «Торпедо-БелАЗ». Сыграв за два года всего лишь шесть матчей, Далерджон уехал на родину и стал игроком «Регар-ТадАЗ». Некоторое время защищал цвета «Истиклола». В «Регар-ТадАЗ» вернулся в 2011 году, но в марте 2013 покинул команду.
В 2013 году выступал за «Равшан». В начале 2014 года подписал контракт с дебютантом высшей лиги «Далерон-Уротеппа».
Чемпион РТ. Четырёхкратный обладатель Кубка Таджикистана. Лучший защитник Таджикистана 2012 года.
В составе сборной Таджикистана впервые сыграл в 2003 году, выйдя на замену. В её составе принимал участие в кубке вызова АФК 2008 и 2012 годов.